# Пономаренки (Харківський район)
Понома́ренки — село в Україні, у Харківському районі Харківської області. Населення становить 199 осіб. Колишній центр Пономаренківської сільської ради. З 2016 року у складі Роганської громади.

## Географія
Село Пономаренки знаходиться на правому березі річки Студенок. До села примикають села Логачівка, Хроли і Борове. Біля села розташований великий масив садових ділянок.

## Історія
Село вперше згадується у 1863 році. Початкова назва - Верхній Студенок

## Відомі мешканці
- Савельєва Варвара Федорівна

## Економіка
- ТОВ Агропромислова фірма «Слобожанська нива».
- Навчальне містечко ХНАУ.